# Parc des expositions de Cergy-Pontoise
Le parc des expositions de Cergy-Pontoise se trouvait en région parisienne.

## Situation
Le hall Saint-Martin bordait l'autoroute A15 ; il était desservi par le RER et la SNCF et se trouvait à proximité de l'aéroport de Cormeilles-en-Vexin.
En surface, le parc des expositions Saint-Martin pouvait s'étendre de 500 à 6 000 m². La capacité d'accueil du parc des expositions Saint-Martin permettait de recevoir jusqu'à 300 exposants.

## Histoire
L'ancien parc des expositions Saint-Martin a été ouvert en 1981, il était destiné principalement à accueillir la traditionnelle foire de Saint-Martin ; il ferme en 2016. Il devait être détruit et remplacé en 2019 par un nouvel équipement ; ce projet a été différé à plusieurs reprises.